# جنسیس رودریگز
 جنسیس رودریگز (به انگلیسی: Génesis Rodríguez) (زاده ۲۹ ژوئیه ۱۹۸۷) بازیگر آمریکایی است.
از فیلم‌های معروف او می‌توان به بازی در فیلم آخرین مقاومت اشاره کرد.

## فیلم‌شناسی
فهرست برخی از فیلم‌هایی که جنسیس رودریگز در آنها به ایفای نقش پرداخته‌است:
- دارودسته (۲ قسمت)
- مردی روی لبه
- وقتی حامله هستی باید منتظر چه چیزی باشی
- آخرین مقاومت
- دزد هویت
- قهرمان بزرگ شماره ۶ (صدا)
- ساعت‌ها
- عاج فیل
- خانه پدری من